# Plug Me In
Plug Me In – dwupłytowy album DVD hardrockowego zespołu AC/DC, wydany 16 października 2007 roku przez wytwórnię płytową Columbia Records.
Na wydawnictwie zebrane są rzadko spotykane koncerty grupy, występy w programach telewizyjnych oraz wywiady z członkami zespołu. Podobnie jak na poprzednim DVD AC/DC, The Family Jewels, pierwsza płyta zawiera materiały z wokalistą Bonem Scottem, a druga z Brianem Johnsonem. Oprócz dwupłytowej edycji została wydana także edycja kolekcjonerska zawierająca łącznie trzy płyty. Trzecia płyta zawiera równie rzadkie materiały, zarazem ze Scottem jak i Johnsonem.
Przed wydaniem już ponad 500 tysięcy kopii DVD zostało zamówionych na świecie, a dokładnie miesiąc po wydaniu w Stanach Zjednoczonych DVD było już pięciokrotnie platynowe (500 tysięcy sprzedanych kopii).

## Zawartość

### Płyta 1: Era Bona Scotta
1. "High Voltage" (TV Week: King of Pop Awards; Australia; październik 1975)
2. "It's a Long Way to the Top (If You Wanna Rock 'n' Roll)" (Bandstand; Australia; 21 lutego 1976)
3. "School Days" (High School Hall; St. Albans, Australia; 3 marca 1976)
4. "T.N.T." (High School Hall; St. Albans, Australia; 3 marca 1976)
5. "Live Wire" (Rollin' Bolan; Londyn, Anglia; 13 lipca 1976)[3]
6. "Can I Sit Next to You Girl" (Rollin' Bolan; Londyn, Anglia; 13 lipca 1976)
7. "Baby, Please Don't Go" (Sidney Myer Music Bowl; Melbourne, Australia; 5 grudnia 1976)
8. "Hell Ain't a Bad Place to Be" (Sight and Sound; Londyn, Anglia; 27 października 1977)
9. "Rocker" (Sight and Sound; Londyn, Anglia; 27 października 1977)
10. "Rock 'n' Roll Damnation" (Apollo Theatre; Glasgow, Szkocja; 30 kwietnia 1978)
11. "Dog Eat Dog" (Apollo Theatre; Glasgow, Szkocja; 30 kwietnia 1978)
12. "Let There Be Rock" (Apollo Theatre; Glasgow, Szkocja; 30 kwietnia 1978)
13. "Problem Child" (Rock Goes to College; Colchester, Anglia; 28 października 1978)
14. "Sin City" (Rock Goes to College; Colchester, Anglia; 28 października 1978)
15. "Bad Boy Boogie" (Rock Goes to College; Colchester, Anglia; 28 października 1978)
16. "Highway to Hell" (Veronika - Countdown; Arnhem, Holandia; 13 lipca 1979)
17. "The Jack" (Veronika - Countdown; Arnhem, Holandia; 13 lipca 1979)
18. "Whole Lotta Rosie" (Veronika - Countdown; Arnhem, Holandia; 13 lipca 1979)

#### Materiały bonusowe
1. Countdown; wywiad z zespołem; Sydney, Australia; 1 kwietnia 1976
2. Countdown; wywiad z zespołem; Londyn, Anglia; 16 lipca 1976
3. "Baby, Please Don't Go" (Circus Krone; Monachium, Niemcy; 29 września 1976
4. "Problem Child" (Sidney Myer Music Bowl; Melbourne, Australia; 5 grudnia 1976
5. Reklama dla radia 3XY; Melbourne, Australia; grudzień 1976)
6. Countdown; wywiad z Bonem Scottem; Londyn, Anglia; 1 listopada 1977
7. "Rock 'n' Roll Damnation" (Top of the Pops; Londyn, Anglia; 8 czerwca 1978)
8. Australian Music to the World; wywiad; Atlanta, Georgia, USA; 11 sierpnia 1978
9. Théatre de Verdure; Nicea, Francja; 14 grudnia 1979

### Płyta 2: Era Briana Johnsona
1. "Shot Down in Flames" (Nihon Seinenkan; Tokio, Japonia; 5 lutego 1981)
2. "What Do You Do for Money Honey" (Nihon Seinenkan; Tokio, Japonia; 5 lutego 1981)
3. "You Shook Me All Night Long" (Nihon Seinenkan; Tokio, Japonia; 5 lutego 1981)
4. "Let There Be Rock" (Nihon Seinenkan; Tokio, Japonia; 5 lutego 1981)
5. "Back in Black" (Capital Center; Landover, Maryland, USA; 20 grudnia 1981)
6. "T.N.T." (Capital Center; Landover, Maryland, USA; 20 grudnia 1981)
7. "Shoot to Thrill" (The Summit; Houston, Teksas, USA; 30 października 1983)
8. "Guns for Hire" (Joe Louis Arena; Detroit, Michigan, USA; 17 listopada 1983)
9. "Dirty Deeds Done Dirt Cheap" (Joe Louis Arena; Detroit, Michigan, USA; 17 listopada 1983)
10. "Flick of the Switch" (Capital Center; Landover, Maryland, USA; 12 grudnia 1983)
11. "Bedlam in Belgium" (Capital Center; Landover, Maryland, USA; 12 grudnia 1983)
12. "Back in Black" (Tushino Airfield; Moskwa, Rosja; 28 września 1991)
13. "Highway to Hell" (Tushino Airfield; Moskwa, Rosja; 28 września 1991)
14. "Whole Lotta Rosie" (Tushino Airfield; Moskwa, Rosja; 28 września 1991)
15. "For Those About to Rock (We Salute You)" (Tushino Airfield; Moskwa, Rosja; 28 września 1991)
16. "Gone Shootin'" (VH1 Studio B; Londyn, Anglia; 5 lipca 1996)
17. "Hail Caesar" (Entertainment Centre; Sydney, Australia; 14 listopada 1996)
18. "Ballbreaker" (Entertainment Centre; Sydney, Australia; 14 listopada 1996)
19. "Rock and Roll Ain't Noise Pollution" (Entertainment Centre; Sydney, Australia; 14 listopada 1996)
20. "Hard as a Rock" (Stade de France; Paryż, Francja; 22 czerwca 2001)
21. "Hells Bells" (Stade de France; Paryż, Francja; 22 czerwca 2001)
22. "Ride On" (Stade de France; Paryż, Francja; 22 czerwca 2001)
23. "Stiff Upper Lip" (Circus Krone; Monachium, Niemcy; 17 czerwca 2003)
24. "Thunderstruck" (Circus Krone; Monachium, Niemcy; 17 czerwca 2003)
25. "If You Want Blood (You've Got It)" (Toronto Rocks; Toronto, Kanada; 30 lipca 2003)
26. "The Jack" (Toronto Rocks; Toronto, Kanada; 30 lipca 2003)
27. "You Shook Me All Night Long" (Toronto Rocks; Toronto, Kanada; 30 lipca 2003)

#### Materiały bonusowe
1. Beavis and Butt-Head; reklama zapowiadająca trasę Ballbreaker Tour; 1996
2. Countdown; wywiad z Brianem Johnsonem i Angusem Youngiem; Bruksela, Belgia; 25 stycznia 1981
3. Whistle Test; wywiad; Castle Donington Park, Anglia; 18 sierpnia 1984
4. "Gone Shootin'" (VH1 Studio B; Londyn, Anglia; 5 lipca 1996)
5. "Rock Me Baby" (The Rolling Stones z Angusem i Malcolmem Youngiem; Festweise; Leipzig, Niemcy; 20 czerwca 2003)

### Płyta 3: Between the Cracks
1. "She's Got Balls" (High School Hall; St. Albans, Australia; 3 marca 1976)
2. "It's a Long Way to the Top (If You Wanna Rock 'n' Roll)" (High School Hall; St. Albans, Australia; 3 marca 1976)
3. "Let There Be Rock" (Sight and Sound; Londyn, Anglia; 27 października 1977)
4. "Bad Boy Boogie" (Apollo Theatre; Glasgow, Szkocja; 30 kwietnia 1978)
5. "Girls Got Rhythm" (Top Pop; Hilversum, Holandia; październik 1979)
6. "Guns for Hire" (próba zespołu; Westwood Studios; Los Angeles, Kalifornia, USA; 5 października 1983)
7. "This House Is on Fire" (Joe Louis Arena; Detroit, Michigan, USA; 17 listopada 1983)
8. "Highway to Hell" (RDS; Dublin, Irlandia; 26 czerwca 1996)
9. "Girls Got Rhythm" (Entertainment Centre; Sydney, Australia; 14 listopada 1996)
10. "Let There Be Rock" (Schleyerhalle; Stuttgart, Niemcy; 18 października 2000)
11. Reklama zapowiadająca trasę Stiff Upper Lip Tour; 2001

#### The Summit; Houston, Teksas, USA; 30 października 1983
1. "Guns for Hire"
2. "Shoot to Thrill"
3. "Sin City"
4. "This House Is on Fire"
5. "Back in Black"
6. "Bad Boy Boogie"
7. "Rock 'n' Roll Ain't Noise Pollution"
8. "Flick of the Switch"
9. "Hells Bells"